# Чедомир Йованович
Чедомир Йованович (серб. Čedomir Jovanović або Чедомир Јовановић; нар. 13 квітня 1971, Белград) — сербський політик.

## Біографія
Він закінчив відділ драматичного мистецтва Університету мистецтв у Белграді. Він працював журналістом у столичних редакціях. Був організатором студентських протестів у 1996–1997 роках. У 1998 році він приєднався до Демократичної партії, у 2001 році став її віце-головою. У 2000 році вперше обраний членом Народних зборів Республіки Сербії, був головою парламентської фракції «Демократична опозиція Сербії». З березня 2003 до березня 2004 року він обіймав посаду заступника прем'єр-міністра з питань європейської інтеграції та координації реформ в уряді Зорана Живковича.
У 2004 році він був відсторонений від Демократичної партії після конфлікту. У 2005 році він заснував і став головою Ліберально-демократичної партії.
Двічі брав участь у президентських виборах, але програвав у першому турі — у 2008 році отримав 5,34 % голосів, а у 2012 році його підтримали 5,03 % виборців.